# Afton (Ilha do Príncipe Eduardo)
Afton é um município rural canadense localizado no Condado de Queens, na Ilha do Príncipe Eduardo. A população no censo de 2016 era de 1.291 pessoas.